# 淑大入口駅
淑大入口駅（スクテイックえき）は大韓民国ソウル特別市龍山区葛月洞にある、ソウル交通公社4号線の駅。駅番号は427。駅名の通り、淑明女子大学校への最寄り駅である。葛月という副駅名がある。

## 歴史
- 1985年10月18日 - ソウル特別市地下鉄公社（当時）4号線の駅として開業[1]。
- 2005年1月1日 - ソウル特別市地下鉄公社がソウルメトロに改称。
- 2017年5月31日 - ソウルメトロとソウル特別市都市鉄道公社が統合され、ソウル交通公社の駅となる。

## 駅構造

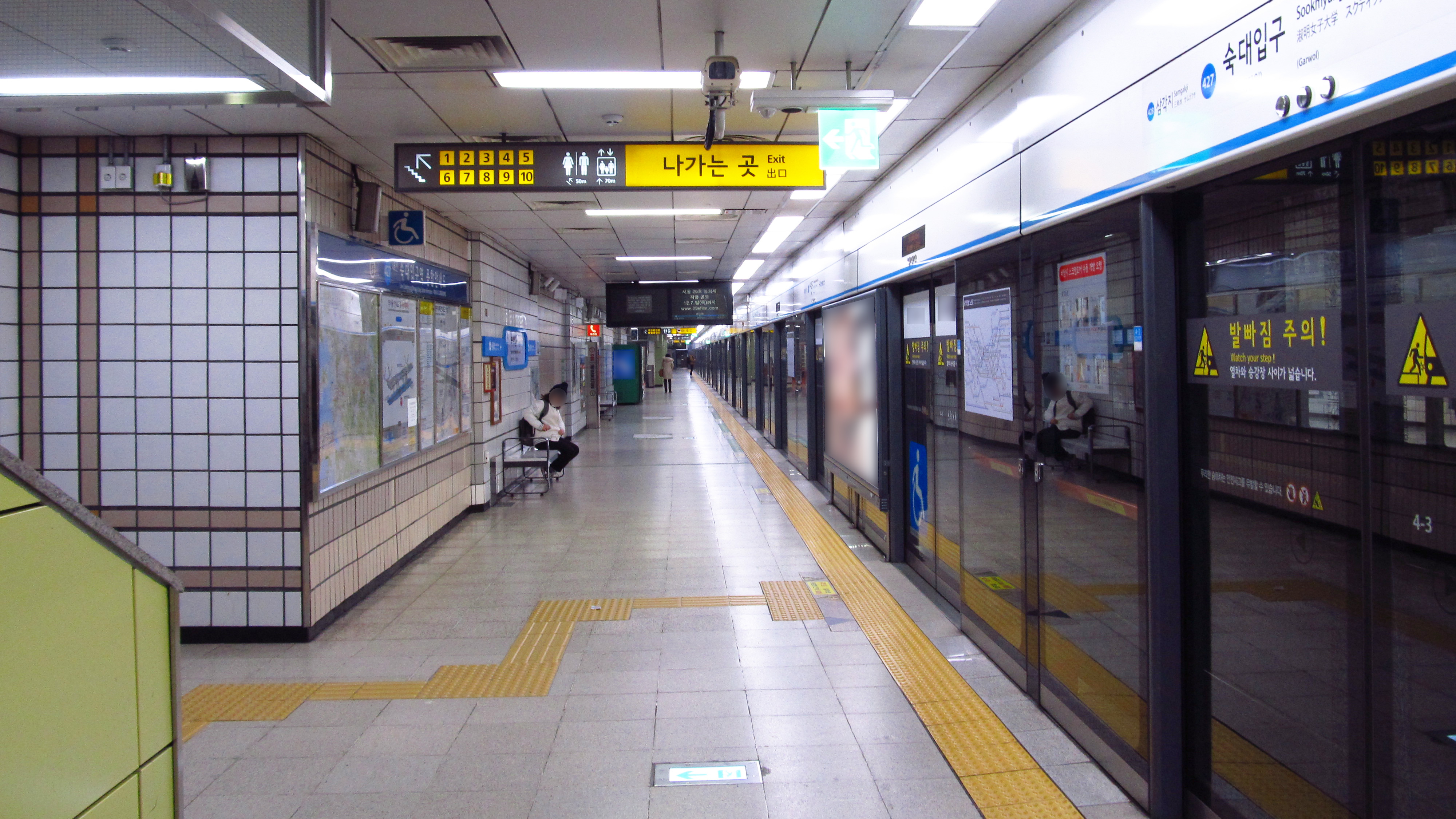
ホーム

相対式ホーム2面2線を有する地下駅で、フルスクリーンタイプのホームドアが設置されている。改札階に繋がる階段はホーム1面につき4ヶ所あり、エレベータはホーム1面につき1基設置されている。
改札口は2ヶ所、化粧室は改札内に1ヶ所ある。出入口は1番から10番までの合計10ヶ所ある。

### のりば
のりばの番号は存在しない。
| 上り | 4号線 | ソウル駅・東大門・漢城大入口・榛接方面 |
| 下り | 4号線 | 舎堂・衿井・安山・烏耳島方面           |

## 利用状況
近年の一日平均利用人員推移は下記のとおり。
| 路線  | 路線     | 2000年 | 2001年 | 2002年 | 2003年 | 2004年 | 2005年 | 2006年 | 2007年 | 2008年 | 2009年 | 出典  |
| ----- | -------- | ------ | ------ | ------ | ------ | ------ | ------ | ------ | ------ | ------ | ------ | ----- |
| 4号線 | 乗車人員 | 19,614 | 18,297 | 18,026 | 17,556 | 17,522 | 17,628 | 17,654 | 17,601 | 18,100 | 18,991 | [ 2 ] |
| 4号線 | 降車人員 | 18,917 | 17,777 | 17,460 | 16,912 | 16,705 | 16,774 | 16,957 | 17,397 | 17,889 | 19,058 | [ 2 ] |
| 4号線 | 乗降人員 | 38,531 | 36,074 | 35,486 | 34,468 | 34,227 | 34,402 | 34,610 | 34,998 | 35,988 | 38,049 | [ 2 ] |
| 路線  | 路線     | 2010年 | 2011年 | 2012年 | 2013年 | 2014年 | 2015年 |        |        |        |        | [ 2 ] |
| 4号線 | 乗車人員 | 19,110 | 18,694 | 18,447 | 18,283 | 18,125 | 17,982 |        |        |        |        | [ 2 ] |
| 4号線 | 降車人員 | 19,079 | 18,513 | 18,152 | 17,983 | 17,748 | 17,644 |        |        |        |        | [ 2 ] |
| 4号線 | 乗降人員 | 38,189 | 37,207 | 36,599 | 36,266 | 35,873 | 35,626 |        |        |        |        | [ 2 ] |

## 駅周辺
- 国防部調達事業本部
- 南営洞郵便局
- 南営ビル
- 南営駅
- アメリカ公報院
- 国防広報院
- 善隣インターネット高等学校
- 善隣中学校（朝鮮語版）
- 淑明女子大学校
- 信光女子高等学校（朝鮮語版）
- 信光女子中学校（朝鮮語版）
- 信光初等学校（朝鮮語版）
- 三光初等学校（朝鮮語版）
- 南営洞住民センター
- 龍山中学校（朝鮮語版）
- 龍山高等学校
- 孝昌運動場
- 孝昌公園（朝鮮語版）
- 厚岩洞住民センター
- ソウル龍山警察署

## 隣の駅
ソウル交通公社
 4号線
"ソウル駅"駅 (426) - 淑大入口駅 (427) - 三角地駅 (428)